# Campylomormyrus luapulaensis
Campylomormyrus luapulaensis är en fiskart som först beskrevs av David och Poll, 1937.  Campylomormyrus luapulaensis ingår i släktet Campylomormyrus och familjen Mormyridae. IUCN kategoriserar arten globalt som otillräckligt studerad. Inga underarter finns listade.